# Indigofereae
Indigofereae és una tribu d'angiospermes que pertany a la subfamília faboideae dins de la família de les fabàcies. Té 7 gèneres i unes 800 espècies.

## Gèneres
- Cyamopsis
- Indigastrum
- Indigofera
- Microcharis
- Phylloxylon
- Rhynchotropis
- Vaughania

## Galeria

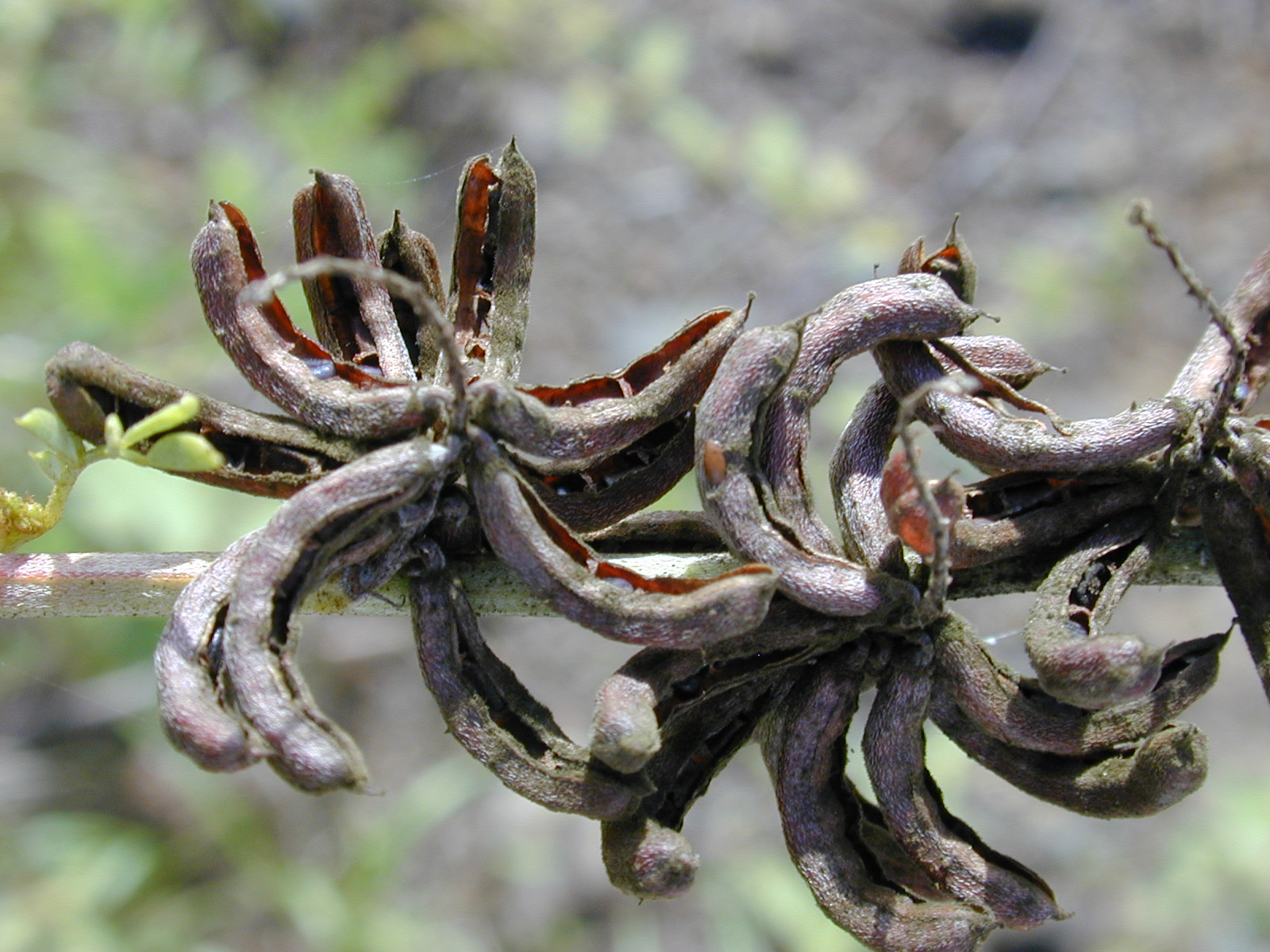
Fruits de Indigofera suffruticosa
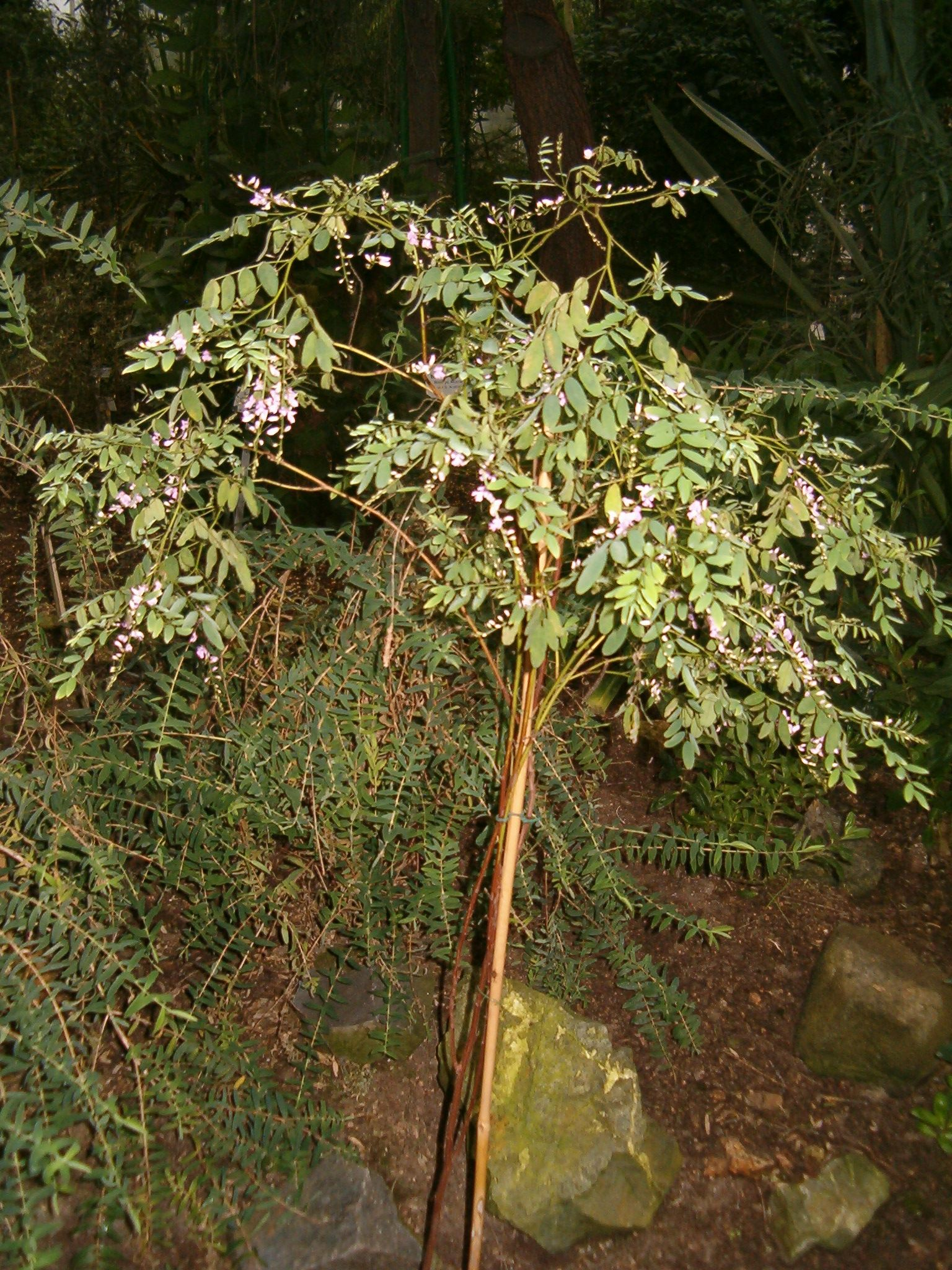
Indigofera australis en floració
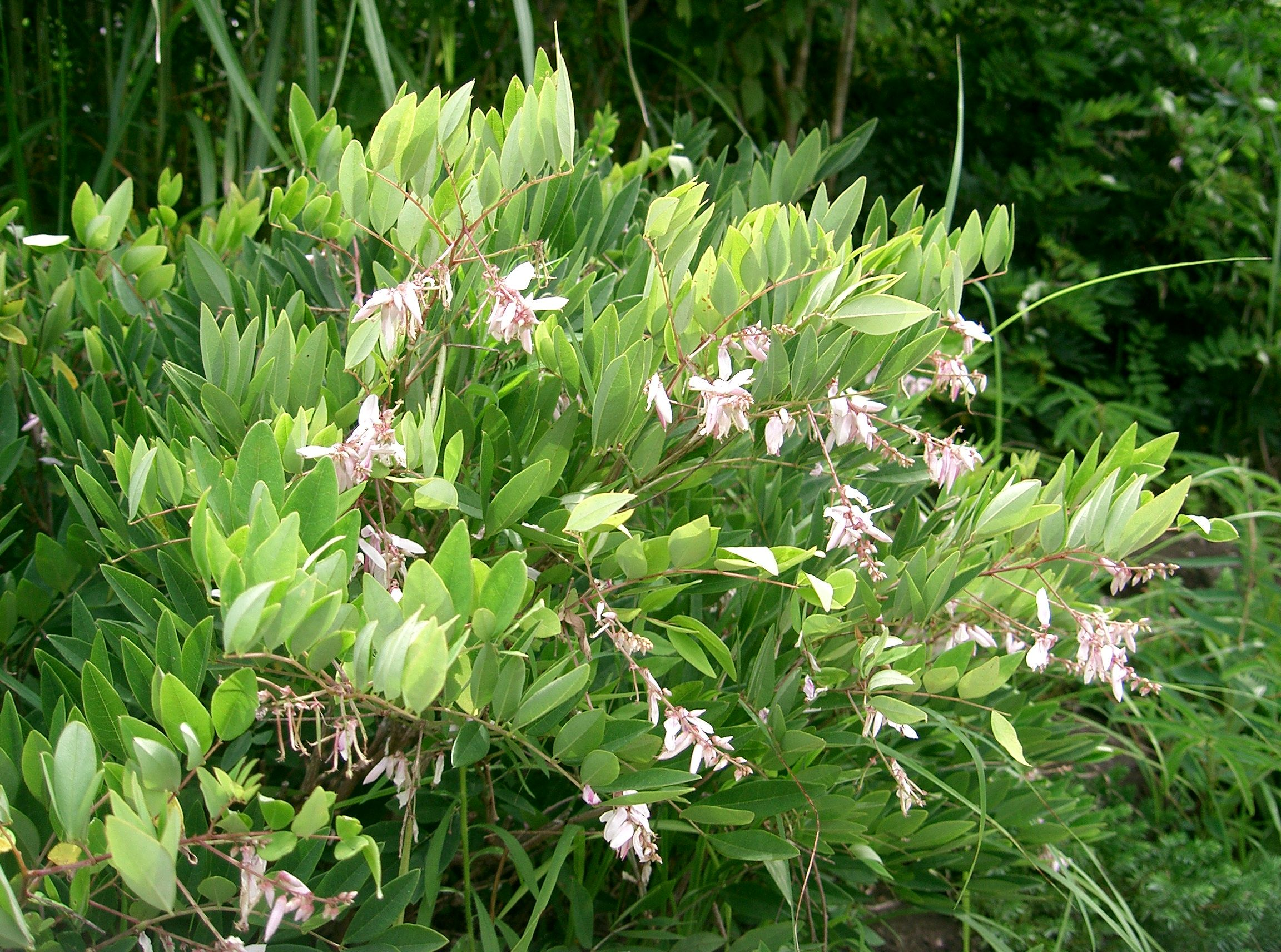
Indigofera decora
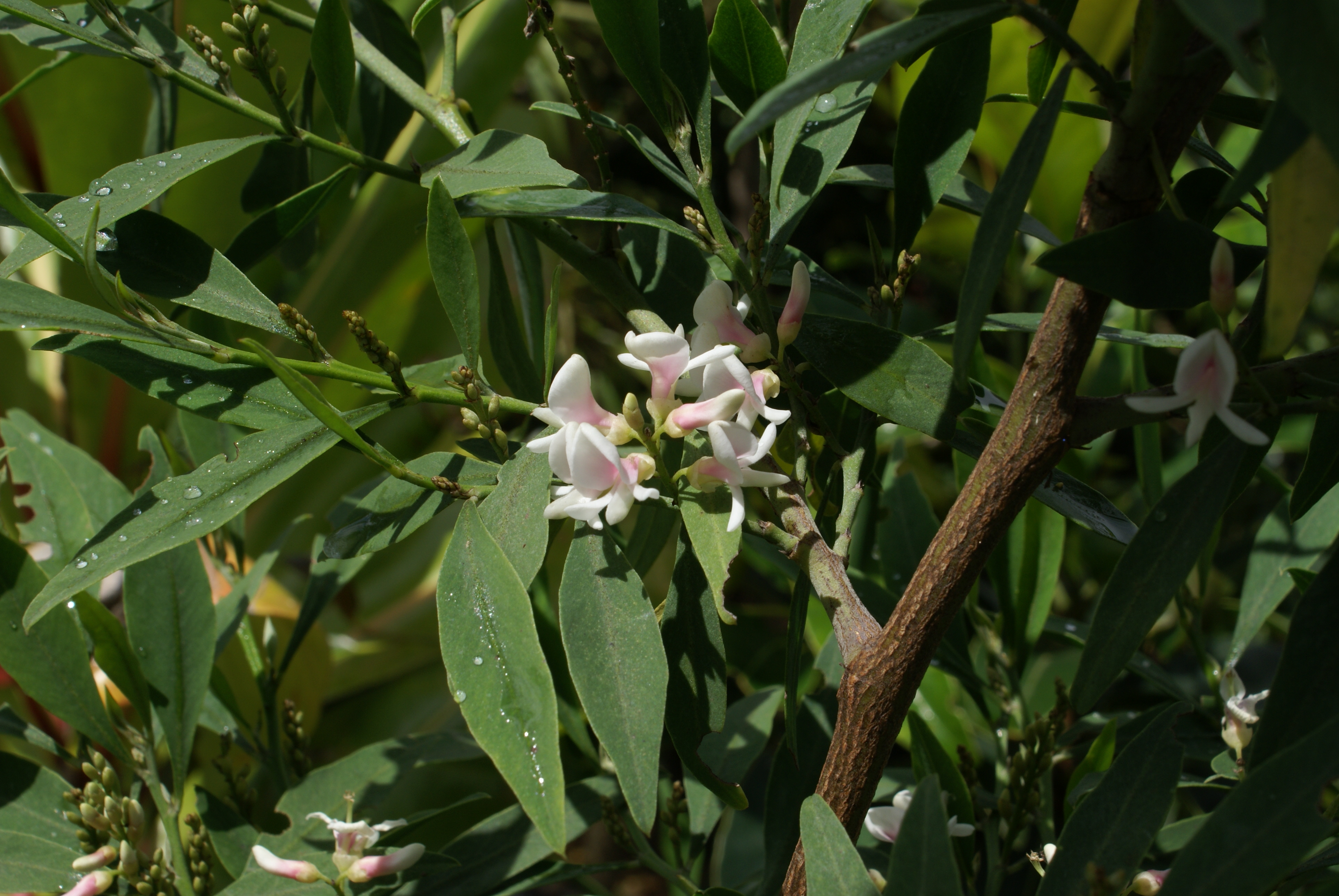
Indigofera ammoxylum en floració
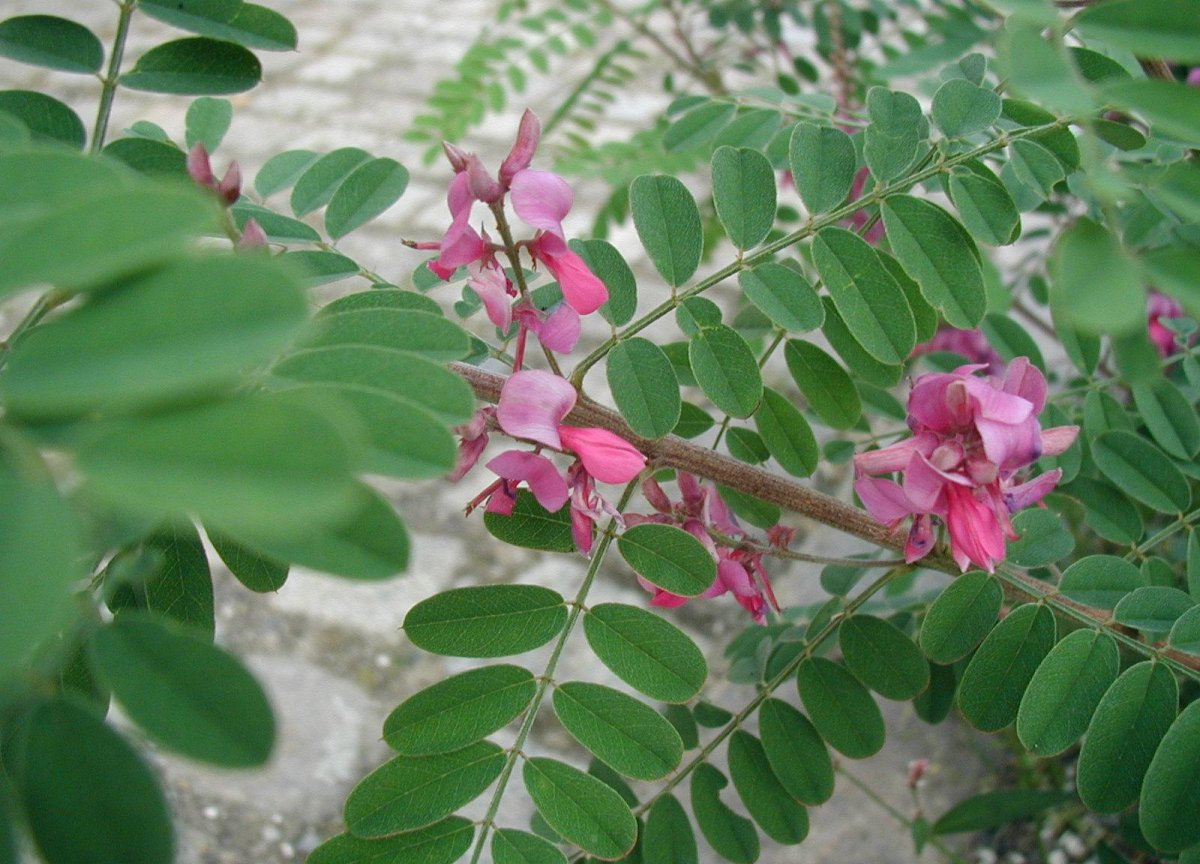
Indigofera gerardiana